# Popis registracijskih oznaka plovila na Islandu
Islandima oko dvadesetak lučkih ispostava koje obuhvaćaju obalne gradove koji se nalaze na obalama Atlantskog oceana.
Popis registracijskih oznaka lučkih ispostava:
| Lučka ispostava                         | Kratica |
| --------------------------------------- | ------- |
| Akranes                                 | AK      |
| Árnessýsla                              | ÁR      |
| Barðastrandarsýsla                      | BA      |
| Dalasýsla                               | DA      |
| Eyjafjarðarsýsla                        | EA      |
| Grindavík                               | GK      |
| Hafnarfjörður                           | HF      |
| Húnavatnssýsla                          | HU      |
| Ísafjörður                              | IS      |
| Keflavík                                | KE      |
| Borgarnes                               | MB      |
| Kópavogur                               | NÓ      |
| Neskaupstaður                           | NK      |
| Seyðisfjörður                           | NS      |
| Ólafsfjörður                            | ÓF      |
| Rangárvallasýsla                        | RA      |
| Reykjavík                               | RE      |
| Skaftafellssýsla                        | SF      |
| Ólafsvík, Grundarfjörður, Stykkishólmur | SH      |
| Siglufjörður                            | SI      |
| Skagafjörður                            | SK      |
| Strandasýsla                            | ST      |
| Suður-Múlasýsla                         | SU      |
| Vestmannaeyjar                          | VE      |
| Þingeyjarsýsla                          | ÞH      |